# Пауердот
Пауердот је LaTeX класа за прављење слајдова презентација професионалног изгледа. Може се сматрати алтернативом класе Beamer. Ова класа се заснива на HA-проспер пакету и настала је са намером да замени просперирање и HA-проспер.